# عمر المختار (قرية)
قرية عمر المختار هي قرية في ليبيا تقع إلى الجنوب من مدينة البيضاء بحوالي 22 كم. سميت على اسم المناضل الليبي عمر المختار.
وكان اسمها أيام العهد الإيطالي «ماميلي» على اسم الشاعر الإيطالي غوفريدو ماميلي [الإنجليزية].